# Sonar
|  | Per a altres significats, vegeu «Sonar (desambiguació)». |

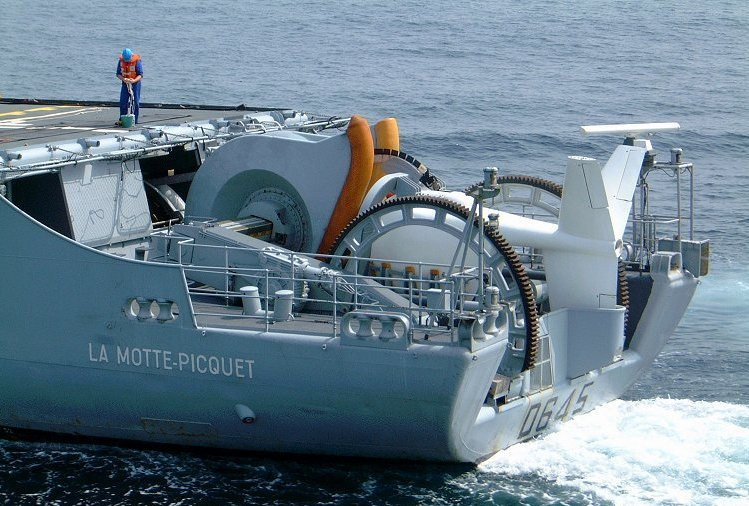
Popa d'una fragata francesa de la classe F-70 mostrant un sonar tipus VDS (Variable Depth Sonar Sonar de Profunditat Variable) remolcat en posició de transport.

Esquema d'un sonar

El sonar (acrònim de sound navigation and ranging) és un sistema de localització submarí similar al basat en l'emissió d'ultrasons, que reboten en els cossos submarins, i la recepció i interpretació dels seus ressons. S'utilitza principalment en la navegació submarina, ja que sota l'aigua les ones electromagnètiques no es propaguen a grans distàncies, fent inútil l'ús del radar.

## Funcionament
Està compost per un transmissor, un emissor, un receptor i un visualitzador. El transmissor emet un feix d'impulsos ultrasònics a través de l'emissor. Quan xoquen amb un objecte, els impulsos es reflecteixen i formen un senyal d'eco que és captat pel receptor. El receptor amplifica l'energia de les ones de l'eco i genera un senyal que s'envia al visualitzador, constituït per una pantalla on es veu la representació de l'objecte en el qual han rebotat les ones en un marc de referència.

## Factors de rendiment del sonar
El rendiment de la detecció, classificació i localització d'un sonar depèn de l'entorn i de l'equip receptor, a més de l'equip emissor en un sonar actiu o del soroll radiat per l'objectiu en un sonar passiu.

### Propagació del so
El funcionament del sonar es veu afectat per les variacions en la velocitat del so, especialment en el plànol vertical. El so viatja més lentament a l'aigua dolça que a l'aigua salada, variant en funció del mòdul d'elasticitat i la densitat de massa. El mòdul d'elasticitat és sensible a la temperatura, a la concentració d'impureses dissolta (normalment la salinitat) i a la pressió, sent menor l'efecte de la densitat. Segons Mackenzie, la velocitat del so c (en m/s) a l'aigua del mar és aproximadament igual a:
{\displaystyle c=1448.96+4.591T-5.304\cdot 10^{-2}T^{2}+2.374\cdot 10^{-4.2}T^{3}+1.340(S-35)+1.630\cdot 10^{-2}D+1.675\cdot 10^{-7}D^{2}-1.025\cdot 10^{-2}T(S-35)-7.139\cdot 10^{-13}TD^{3}}
On T és la temperatura (en graus Celsius, per a valors entre 2 i 30 °C), S la salinitat (en parts per mil, per a valors de 25 a 40) i D la profunditat en m (per a valors entre 0 i 8.000 m). Aquesta equació empírica és raonablement precisa per als rangs indicats. La temperatura de l'oceà canvia amb la profunditat, però entre 30 i 100 m hi ha un canvi sovint notable, anomenat termoclina, que divideix l'aigua superficial més càlida de les profundes més fredes que constitueixen el gruix de l'oceà. Això pot dificultar l'acció del sonar, doncs un so que s'origini en un costat del termoclina tendeix a corbar-se o refractar-se en creuar-ho. La termoclina pot estar present en aigües costaneres menys profundes, on no obstant això l'acció de les ones barreja sovint la columna d'aigua, eliminant-ho. La pressió de l'aigua també afecta la propagació del so en el buit, augmentant la seva viscositat a pressions majors, la qual cosa fan que les ones sonores es retractin allunyant-se des de la zona de major viscositat. El model matemàtic de refracció es denomina llei de Snell.
Les ones sonores que es radien cap al fons de l'oceà es corben de tornada a la superfície en grans arcs senoïdals a causa de la pressió creixent (i per tant major velocitat del so) amb la profunditat. L'oceà ha de tenir almenys 1850 m de profunditat perquè les ones sonores retornin el ressò del fons en lloc de refractar-se de tornada a la superfície, reduint la pèrdua del fons el rendiment. En les condicions adequades aquestes ones sonores es concentraran prop de la superfície i seran reflectides de tornada al fons repetint un altre arc atx. Cada focus en la superfície es denomina zona de convergència, formant un anell en el sonar. La distància i amplària de la zona de convergència depèn de la temperatura i salinitat de l'aigua. Per exemple, en l'Atlàntic Nord les zones de convergència es troben aproximadament cada 33 milles nàutiques (61 km), depenent de l'època de l'any. Els sons que poden sentir-se des de solament unes poques milles en línia directa poden ser també detectats centenars de milles més lluny. Amb sonessis potents la primera, segona i tercera zones de convergència són bastant útils; més enllà d'elles el senyal és massa feble i les condicions tèrmiques massa inestables, reduint la fiabilitat dels senyals. El senyal s'atenua naturalment amb la distància, però els sistemes de sonar moderns són molt sensibles, podent detectar blancs malgrat les baixes relacions senyal-soroll.
Si la font de so és profunda i les condicions adequades, la propagació pot ocórrer al «canal de so profund». Est proporciona una pèrdua de propagació extremadament baixa per a un receptor al canal, la qual cosa es deu al fet que el so atrapat al canal no té pèrdues en els límits. Propagacions semblants poden ocórrer en la «cinta de superfície» en condicions bones. No obstant això en aquest cas hi ha pèrdues per reflex en la superfície.
En aigües poc profundes la propagació és generalment per repetits sons en la superfície i el fons, podent-se produir pèrdues considerables.
La propagació del so també es veu afectada per l'absorció de l'aigua així com de la superfície i el fons. Aquesta absorció canvia amb la freqüència, havent-se de diferents mecanismes en l'aigua marina. Per això el sonar que necessita funcionar en distàncies llargues tendeix a usar freqüències baixes, de manera que es minimitzin els efectes de l'absorció.
El mar conté moltes fonts de soroll que interfereixen amb el senyal desitjat. Les principals fonts de soroll es deuen a les ones i la navegació. El moviment del receptor per l'aigua també pot produir soroll de baixa propagació, en funció dels seus decibels.

### Reverberació
Quan s'usa un sonar actiu, es produeix dispersió pels petits objectes del mar així com pel fons i la superfície. Això pot ser una font important d'interferència activa que no ocorre en el sonar passiu. Aquest efecte de dispersió és diferent del que succeeix en la reverberació d'una habitació, que és un fenomen reflexiu. Una analogia és la dispersió de les llums d'un cotxe en la boira: un raig de llum d'una llanterna potent pot penetrar la boira, però els fars són menys direccionals i produeixen un «esborrall» en el qual la reverberació retornada domina. De forma similar, per superar la reverberació en l'aigua, un sonar actiu necessita emetre una ona estreta.

### Característiques del blanc
El blanc d'un sonar, com un submarí, té dues característiques principals que influeixen sobre el rendiment de l'equip. Pel sonar actiu són les seves característiques reflectores, conegudes com a «força» del blanc. Pel sonar passiu, la naturalesa del soroll radiat pel blanc. En general l'espectre radiat consistirà en un soroll continu amb línies espectrals, usades per classificar-ho.
També s'obtenen ressons d'altres objectes marins tals com a balenes, deixants, bancs de peixos i roques.

### Contramesures
Els submarins atacats poden llançar contramesures actives per augmentar el nivell de soroll i crear un gran blanc fals. Les contramesures passives inclouen l'aïllament dels dispositius sorollosos i el recobriment del casc dels submarins.

## Sonar actiu

Esquema del principi bàsic del sonar actiu

El sonar actiu usa un emissor de so i un receptor. Quan els dos estan en el mateix lloc es parla de funcionament monoestàtic. Quan l'emissor i el receptor estan separats, de funcionament biestàtic. Quan s'usen més emissors o receptors espacialment separats, de funcionament multiestàtic. La majoria dels equips de sonar són monoestàtic, usant-se la mateixa matriu per a emissió i recepció, encara que quan la plataforma està en moviment pot ser necessari considerar que aquesta disposició funciona biestàticament. Els camps de sonoboies actives poden funcionar multiestàticament.
El sonar actiu crea un pols de so, anomenat sovint un «ping», i llavors en sent la reflexió (ressò). Aquest pols de so sol crear-se electrònicament usant un projecte sonar format per un generador de senyal, un amplificador de potència i un transductor o matriu electroacústica, possiblement un conformador de feixos. No obstant això, pot crear-se per altres mitjans, com per exemple químicament, usant explosius, o tèrmicament mitjançant fonts de calor. També pot crear-se mitjançant l'infrasò.
Per calcular la distància a un objecte es mesura el temps des de l'emissió del pols a la recepció del seu ressò i es converteix a una longitud coneixent la velocitat del so. Per mesurar el rumb s'usen diversos hidròfons, mesurant el conjunt el temps d'arribada relatiu a cadascun, o bé una matriu d'hidròfons, mesurant l'amplitud relativa dels feixos formats mitjançant un procés anomenat conformació de feix. L'ús d'una matriu redueix la resposta espacial de manera que per aconseguir una àmplia cobertura s'empren sistemes multifeixos. El senyal del blanc (si existeix) juntament amb el soroll se sotmet llavors a un processat de senyal, que per als equips simples pot ser només una mesura de la potència. Es presenta llavors el resultat a algun tipus de dispositiu de decisió que qualifica la sortida com a senyal o soroll. Aquest dispositiu pot ser un operador amb auriculars o una pantalla, en els equips més sofisticat un programari específic. Poden realitzar-se operacions addicionals per classificar el blanc i localitzar-ho, així com per mesurar la seva velocitat.
El pols pot ser d'amplitud constant o un pols de freqüència modulada (chirp) per permetre la compressió de pols en la recepció. Els equips simples solen usar el primer amb un filtre prou ample com per cobrir possibles canvis Doppler deguts al moviment del blanc, mentre els més complexos solen usar la segona tècnica. Actualment la compressió de pols sol aconseguir-se usant tècniques de correlació digital. Els equips militars solen tenir múltiples feixos per aconseguir una cobertura completa mentre els més simples només cobreixen un arc estret. Originalment s'usava un únic fes realitzant l'escanejo perimetral mecànicament, però això era un procés lent.
Especialment quan s'usen transmissions d'una sola freqüència, l'efecte Doppler pot usar-se per mesurar la velocitat radial del blanc. La diferència de freqüència entre el senyal emès i la rebuda es mesura i es tradueix a una velocitat. Atès que els desplaçaments Doppler poden haver-se del moviment del receptor o del blanc, ha de tenir-se la primera en compte per aconseguir un valor precís.
El sonar actiu s'usa també per mesurar la distància en l'aigua entre dos transductors (radioemissors) de sonar o una combinació d'hidròfon i projector. Quan un equip rep un senyal d'interrogació, emet al seu torn un senyal de resposta. Per mesurar la distància, un equip emet un senyal d'interrogació i mesura el temps entre aquesta transmissió i la recepció de la resposta. La diferència de temps permet calcular la distància entre dos equips. Aquesta tècnica, usada amb múltiples equips, pot calcular les posicions relatives d'objectes estàtics o en moviment.
En època de guerra, l'emissió d'un pols actiu era tan compromesa per al camuflatge d'un submarí que es considerava una bretxa severa de les operacions.

### Efectes adversos en la fauna marina
Els emissors de sonar d'alta potència poden afectar la fauna marina, si ben no se sap exactament com. Alguns animals marins com a balenes i dofins usen sistemes d'ecolocalització semblants als del sonar actius per detectar a depredadors i preses. Es tem que els emissors de sonar puguin confondre a aquests animals.
S'ha suggerit que el sonar militar infon pànic a les balenes, fent-los emergir tan ràpidament com per sofrir algun tipus de síndrome de descompressió. Aquesta hipòtesi va ser plantejada per primera vegada en un assaig publicat en la revista Nature en 2003, que informava de lesions agudes per bombolles de gas (indicatives de síndrome de descompressió) en balenes encallades poc després de l'inici de maniobres militars al costat de les Illes Canàries al setembre de 2002.
En 2000 a les Bahames, un assaig de l'Armada dels Estats Units de transmissions sonar va provocar l'encallament de disset balenes, set de les quals van ser trobades mortes. L'Armada va assumir la seva responsabilitat en un informe que va trobar que les balenes mortes havien sofert hemorràgies induïdes acústicament en les oïdes. La desorientació resultant probablement va portar a l'encallament.
Un tipus de sonar de mitja freqüència ha estat relacionat amb morts massives de cetacis a tot el món, i culpat pels ecologistes d'aquestes morts. El 20 d'octubre de 2005 es va presentar una demanda a Santa Mònica (Califòrnia) contra l'Armada dels Estats Units per violar, en les pràctiques de sonar, diverses lleis mediambientals, com ara la National Environmental Policy Act, la Marine Mammal Protection Act o la Endangered Species Act.

## Sonar passiu
El sonar passiu detecta sense emetre. S'usa sovint en instal·lacions militars, així mateix té aplicacions científiques, com detectar l'absència o presència de peixos en diversos entorns aquàtics.

### Identificació de fonts sonores
El sonar passiu compta amb una àmplia varietat de tècniques per identificar la font d'un so detectat. Per exemples, els bucs nord-americans solen comptar amb motors de corrent altern de 60 Hz. Si els transformadors o generador es munten sense el degut aïllament de la vibració respecte al casc o s'inunden, el so de 60 Hz del motor pot ser emès pel buc, la qual cosa pot ajudar a identificar la seva nacionalitat, doncs la majoria de submarins europeus compten amb sistemes a 50 Hz. Les fonts de so intermitents (com la caiguda d'una clau anglesa) també poden detectar-se amb equips de sonar passiu. Recentment, la identificació d'un senyal la feia un operador segons la seva experiència i entrenament, però actualment s'usen ordinadors per a aquesta comesa.
Els sistemes de sonar passiu poden comptar amb una gran base de dades sònica, si bé la classificació final sol ser realitzada manualment per l'operador de sonar. Un sistema informàtic usa sovint aquesta base de dades per identificar classes de vaixells, accions (per exemple, la velocitat d'un buc, o el tipus d'arma disparada), i fins i tot vaixells particulars. La Oficina d'Intel·ligència Naval nord-americana publica i actualitza constantment classificacions de sons.

### Limitacions per soroll
El sonar passiu sol tenir greus limitacions per culpa del soroll generat pels motors i l'hèlix. Per aquest motiu molts submarins són impulsats per reactors nuclears, que poden refrigerar-se sense bombes, usant sistemes de convecció silenciosos, o per cèl·lules de combustible o bateries, que també són silencioses. Els propulsors dels submarins també es dissenyen i construeixen de manera que emetin el menor soroll possible. La propulsió a alta velocitat sol crear diminutes bombolles d'aire, fenomen que es coneix com cavitació i té un so característic.
Els hidròfons del sonar poden remolcar-se darrere del vaixell o submarí per reduir l'efecte del soroll generat per la mateixa aigua. Les unitats remolcades també combaten la termoclina, ja que pot ajustar-se la seva altura per evitar quedar en aquesta zona.
La majoria dels sonars passius usaven una representació bidimensional. La seva adreça horitzontal era la marcació i la vertical, la freqüència, o de vegades el temps. Una altra tècnica de representació era codificar amb colors la informació freqüència–temps de la marcació. Les pantalles més recents són generades per ordinadors i imiten les típiques pantalles indicadores de posició dels radars.

## Usos
Article: Filera de sònars remolcats
El sonar s'utilitza a la mar en la detecció d'objectes submergits: submarins, mines, vaixells enfonsats, moles de peixos, etc. També és usat en metal·lúrgia per a fer inspeccions per ultrasons, en múltiples aplicacions en la medicina, com les ecografies, etc.

## Principi biològic
Alguns animals posseeixen un «sonar natural»; és el cas dels dofins i altres cetacis, que l'utilitzen per a orientar-se i trobar aliment. Els ratpenats el fan servir per a orientar-se i caçar en la foscor, i emeten vibracions ultrasòniques curtes, que es reflecteixen en els objectes propers.